# Marian Żerebecki
Marian Michał Żerebecki (ur. 15 sierpnia 1888, zm. ?) – polski inżynier budownictwa, kapitan rezerwy saperów Wojska Polskiego.

## Życiorys
Urodził się 15 sierpnia 1888. Ukończył studia uzyskując tytuł inżyniera. Był członkiem zwyczajnym i działaczem Towarzystwa Politechnicznego we Lwowie od 1918.
U kresu I wojny światowej brał udział w obronie Lwowa w trakcie wojny polsko-ukraińskiej w stopniu porucznika służąc w oddziale technicznym, sekcji instruktorskiej Naczelnej Komendy, oficer sztabu oddziału technicznego oraz dowodząc sekcją robót saperskich. W Wojsku Polskim został awansowany na stopień kapitana rezerwy saperów ze starszeństwem z dniem 1 czerwca 1919. W 1923, 1924 był oficerem rezerwowym 7 pułku saperów w Poznaniu. W 1934 jako kapitan rezerwy inżynierii i saperów był przydzielony do Oficerskiej Kadry Okręgowej nr VI jako oficer po ukończeniu 40 roku życia i pozostawał wówczas w ewidencji Powiatowej Komendy Uzupełnień Lwów Miasto.
Był profesorem państwowej szkoły przemysłowej we Lwowie. Pełnił mandat radnego Rady Miasta Lwowa, został wybrany w wyborach samorządowych 1934 z listy nr 1 prorządowej (jego zastępcą został dr Wawrzyniec Kubala), po wyborach 1939 został zastępcą radnego Tadeusza Falkiewicza (lista Chrześcijańsko-Narodowa, OZN).
Jego żoną była Marcelina (1889–1974), z którą miał córkę i syna.

## Publikacje
- Analiza robocizny i materiału robót budowlanych (1920, 1922)[14][15][16]
- Przemysł drzewny. 1. Wyrób gontów (1921)[17]
- Przemysł tartaczany. Praktyczny podręcznik dla właścicieli i pracowników tartaków, stolarni mechanicznych i składów budulca (1921, współautor: Wacław Kisiel)[18]
- Podręcznik budowlany i analiza cen. T. 1, Podręcznik budowlany (1928, współautor: Władysław Skwarczyński)[19][20]
- Podręcznik budowlany i analiza cen. T. 2, Analiza cen (1928, współautor: Władysław Skwarczyński)[21]
- Podręcznik inżynierski w zakresie inżynierii lądowej i wodnej. Tom III, autor: Stefan Bryła (1932; współautor rozdziału materiały budowlane w części 2)[22]

## Ordery i odznaczenia
- Złoty Krzyż Zasługi (29 kwietnia 1930)[23]
- Medal Niepodległości (9 listopada 1933)[24]